# Hercule de Charnacé
Hercule Girard de Charnacé (Champigné, 3 september 1588 - Breda, 1637) was een Franse diplomaat gedurende de Dertigjarige Oorlog, gouverneur van Clermont-en-Argonne, baron van Charnacé en heer van Gastines en Plessis.
Hij had in 1629 een grote inbreng in de totstandkoming van het Verdrag van Altmark en ondertekende namens Frankrijk in 1631 het Verdrag van Bärwalde. In 1631 werd hij als speciaal gezant van kardinaal de Richelieu, de toenmalige eerste minister van koning Lodewijk XIII van Frankrijk, naar het Beierse hof van keurvorst Maximiliaan I gestuurd. Twee jaar later werd hij de Franse ambassadeur in de Republiek der Zeven Verenigde Nederlanden. Ook was hij ambassadeur voor Frankrijk in Polen en Zweden.
In 1637, voordat Frederik Hendrik van Oranje de stad Breda wilde gaan belegeren, liet deze zich door Charnacé overhalen eerst Duinkerken te veroveren. Na drie weken ingescheept voor de kust te hebben gewacht, werd besloten de aanval op deze kuststad van de Spaanse Nederlanden af te breken. Bij het uiteindelijke Beleg van Breda kwam Charnacé bij de gevechten om het leven.